# Ораовец
Ораовец (мкд. Ораовец) је насеље у Северној Македонији, у средишњем делу државе. Ораовец је насеље у оквиру општине Велес.

## Географија
Ораовец је смештен у средишњем делу Северне Македоније. Од најближег града, Велеса, село је удаљено 15 km јужно.
Село Ораовец се налази у историјској области Клепа, на истоименој планини. Северно од села пружа се Велешка котлина. Надморска висина села је приближно 460 метара.
Месна клима је континентална.

## Становништво
Ораовец је према последњем попису из 2002. године имао 19 становника.
Већинско становништво у насељу су етнички Македонци (100%).
Претежна вероисповест месног становништва је православље.

## Извори
- Попис у Македонији 2002. - Књига 10.